# الطواية (كشر)

تعديل مصدري - تعديل

الطواية هي إحدى قرى عزلة العبيسه+العبادلة بمديرية كشر التابعة لمحافظة حجة، بلغ تعداد سكانها 189 نسمة حسب تعداد اليمن لعام 2004.